# Bionic Commando (серия игр)
Bionic Commando (с англ. — «Бионический коммандос») — серия игр в жанре аркада, разработанная компанией Capcom начиная с 1988 года. Игры серии выходили на самых различных платформах — Amiga, Amstrad CPC, Commodore 64, NES, Game Boy, Xbox 360, PlayStation 3 и ПК.
Во всех играх главного героя звали Натан Спенсер — спецназовец со специальной бионической рукой-крюком, которая может зацепляться за пол и стены. Данная серия игр одна из немногих в жанре платформер, где персонаж не может прыгать — вместо этого он должен использовать специальную руку-крюк. Именно в этой серии игр была впервые использована концепция крюка, с помощью которого можно зацепляться за препятствия. Впоследствии такие элементы игрового процесса были использованы другими разработчиками в таких сериях игр как Earthworm Jim или Tomb Raider.

## Игры серии
Первая игра серии Bionic Commando вышла в 1988 году на аркадных автоматах и позиционировалась как наследник другой успешной игры Commando. В тот же год компания Capcom выпустила адаптацию игры Bionic Commando для приставки NES, которая разительно отличалась от оригинала. В 1998 году вышла версия игры Bionic Commando для портативной приставки Game Boy.
Продолжение, Bionic Commando: Elite Forces, вышло в 1999 для Game Boy Color. Игра была лишь отчасти похожа на свою предшественницу и имела совершенно другой сюжет, не связанный с остальными частями серии. Главными героями были безымянный мужчина или женщина. В игре появились новые движения персонажей, такие как способность спрыгивать с платформ и использовать снайперские винтовки на дальних дистанциях.
13 августа 2008 года компания Capcom выпустила улучшенный ремейк первой игры серии под названием Bionic Commando Rearmed на платформы Microsoft Windows, PlayStation Network, и Xbox Live Arcade. Игра рассказывала о событиях, произошедших до событий следующей части серии Bionic Commando, выпущенной в 2009 году. Продолжение, Bionic Commando Rearmed 2, вышло в феврале 2011.

## Сюжетная линия
- Bionic Commando (аркада) — сюжет игры рассказывает о последствиях некой Мировой Войны между двумя государствами — Федерацией и Империей. Игрок управляет солдатом, задача которого помешать противнику запустить ракету. Для этого ему нужно проникнуть в бункер противника.
- Bionic Commando (NES)\Bionic Commando Rearmed — игра рассказывает о борьбе двух государств — Империи и Федерации. Империя находит документы о незавершённом проекте «Альбатрос». Федерация во главе с Киллтом крадут документы и заканчивают проект. Игроку нужно добраться до штаба противника и уничтожить проект. В конце выясняется, что проект «Альбатрос» — воскрешение фюрера. Игрок убивает его и взрывает остров.